# Мартин Крпан с врха
Мартин Крпан с врха је југословенски телевизијски филм из 1968. године. Режирао га је Љубомир Драшкић а сценарио је написао Љубивоје Ршумовић по делу Мартин Крпан (сло. Martin Krupan z Vrha pri Sveti Trojici) словенског писца Франа Левстика.

## Улоге
| Глумац                 | Улога              |
| ---------------------- | ------------------ |
| Драган Лаковић         | Мартин Крпан       |
| Никола Милић           | Цар                |
| Олга Ивановић          | Царица             |
| Ташко Начић            | Брдавс             |
| Јелисавета Сека Саблић | Принцеза           |
| Зоран Ратковић         | Ситни              |
| Станимир Аврамовић     |                    |
| Вера Дедић             |                    |
| Богдан Јакуш           |                    |
| Ђорђе Јовановић        |                    |
| Раде Којчиновић        |                    |
| Слободан Колаковић     | (као С. Колаковић) |

Остале улоге ▼
| Глумац                | Улога                 |
| --------------------- | --------------------- |
| Ранко Ковачевић       |                       |
| Иван Манојловић       |                       |
| Божидар Пајкић        |                       |
| Зоран Панић           | (као З. Панић)        |
| Драгољуб Петровић     | (као Д. Петровић)     |
| Радомир Поповић       | (као Раде Поповић)    |
| Слободан Слободановић | (као С. Слободановић) |
| Данило Срећковић      | (као Д. Срећковић)    |
| Златибор Стоимиров    | (као З. Стоимиров)    |
| Станислав Терзин      | (као С. Терзин)       |
| Мирјана Вачић         | (као Мира Вачић)      |